# Compagnie du chemin de fer du Congo

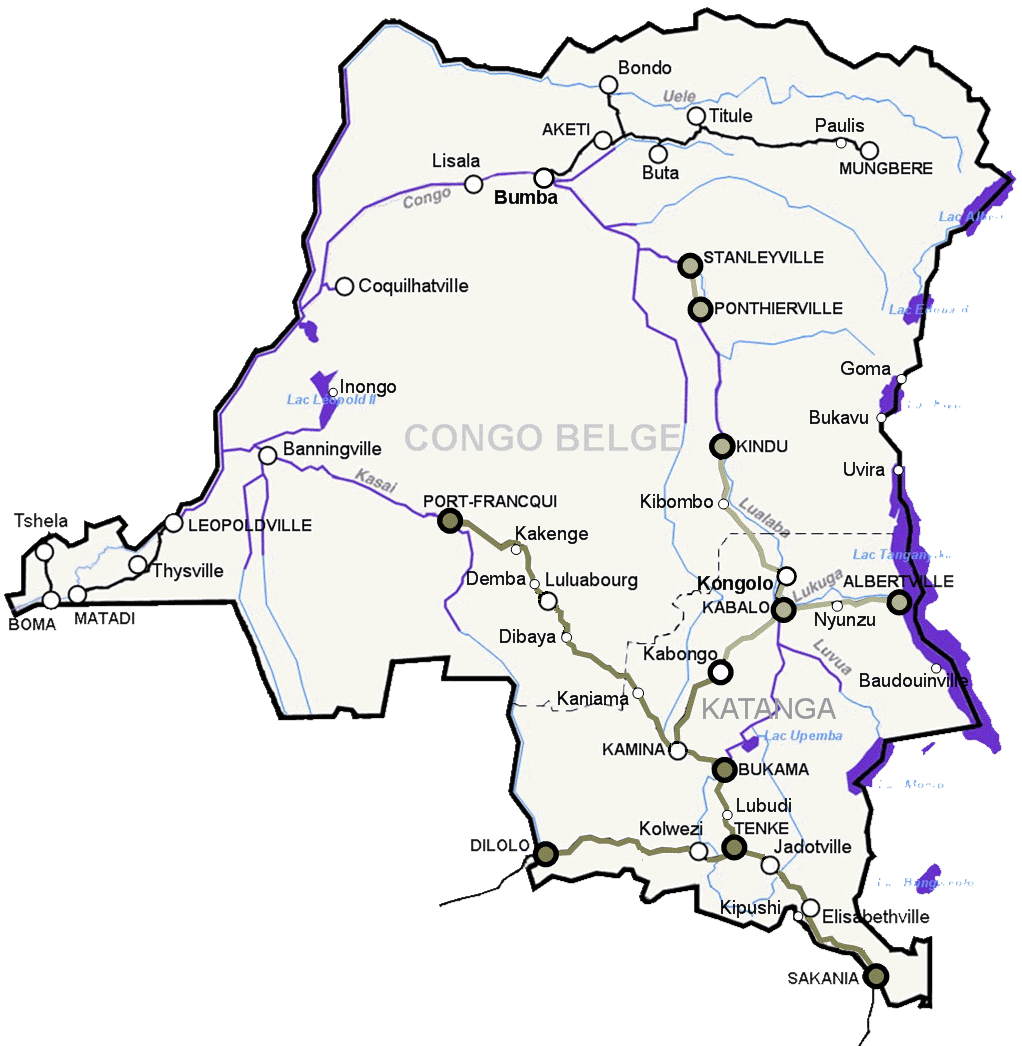
Carte du réseau situé à l'ouest du pays.

La Compagnie du chemin de fer du Congo (CCFC), est créée à Bruxelles le 31 juillet 1889 pour construire et exploiter un chemin de fer entre Matadi et Léopoldville dans l'État indépendant du Congo (actuelle république démocratique du Congo). 
En juin 1897, les chantiers du chemin de fer comptaient 6 243 travailleurs étrangers dont 4 559 de l'Afrique Occidentale britannique.
La compagnie CCFC est une filiale de la Compagnie du Congo pour le Commerce et l'Industrie (CCCI) constituée en 1886 sur l'initiative d'Albert Thys.
En 1889, Gustave Sabatier en devient président.

## Ligne
Le chemin de fer est construit à l'écartement de 765 mm.
- Matadi - Kinshasa

Matadi – Mpozo , (9 km), ouverture le 30 juin 1892
Mpozo – Palabala, (8 km), ouverture 10 décembre 1892
Palabala – Kengé (23 km), ouverture 1er juillet 1893
Kengé – Duisi, (12 km), ouverture le 4 décembre 1893
Duisi – Lufu, (30 km), ouverture le 1er mai 1896
Lufu – Tumba, (105 km), ouverture le 23 juillet 1896
Tumba – Thysville, (44 km), ouverture en décembre 1896
Thysville – Inkisi, (33 km), ouverture en avril 1897
Inkisi – Tampa, (56 km), ouverture le 15 septembre 1897
Tampa – Kimuenza, (44 km), ouverture en décembre 1897
Kimuenza – Dolo (N´Dolo), (56 km), ouverture le 16 mars 1898
Dolo (N´Dolo) – Léopoldville ouest (Kinshasa ouest), (11 km) ouverture le 8 juillet 1898
En 1924, la ligne est convertie à l'écartement de 1 067 mm. Un nouveau tracé permet de raccourcir la longueur de trajet
Léopoldville ouest (Kinshasa ouest) – N´Dolo, (11,1 km), ouverture en octobre 1925
N´Dolo – Kimuenza,(22,1 km), ouverture en septembre 1926
Kimuenza – Sona-Bata, (62,5 km), ouverture en avril 1927
Sona-Bata – Kisantu, (29,7 km), ouverture le 25 juin 1928
Kisantu – Tumba, (81,7 km), ouverture octobre 1928
Tumba – Lukala, (11,7 km), ouverture en Mai 1929
Lukala – Songololo, (61,2 km), ouverture en octobre 1929
Songololo – km 75, (20,5 km), ouverture en 1930
km 75 – Matadi, (72,2 km), ouverture le 24 décembre 1931

## Matériel roulant
- Locomotives (voie de 765 mm)

no 111, type Garratt 030-030T, livrée par la Société de Saint-Léonard à Liège, en 1913 (no 1744/1913)
no 112-123, type Garratt 030-030T, livrées par Saint-Léonard à Liège, en 1920-21 (no 1901-1902/1920)
no 125-132, type Garratt 030-030T, livrées par  Saint-Léonard à Liège, en 1924 (no 2001-2009/1924)
no 132-142, type Garratt 030-030T, livrées par Saint-Léonard à Liège, en 1925 (no 2040-2049/1925)